# Veia cava superior

A veia cava superior é uma das duas principais veias sistêmicas, ou seja, que vêm do organismo e desaguam no átrio direito do coração ao nível da 3ª cartilagem costal direita. Ela drena o sangue que vem da cabeça e dos membros superiores. É o resultado da união das veias braquiocefálicas direita e esquerda ao nível do bordo inferior da 1ª cartilagem costal direita. Não apresenta válvulas. Recebe como tributária a veia Ázigos. Por ela circula sangue venoso, pobre em oxigênio e rico em gás carbônico.